# Мала Лашна
Мала Лашна (словен. Mala Lašna) — поселення в общині Луковиця, Осреднєсловенський регіон, Словенія. 
Висота над рівнем моря: 696,6 м.